# Deacenkî, Kozelșciîna
Deacenkî (în ucraineană Дяченки) este un sat în comuna Verhnea Manuilivka din raionul Kozelșciîna, regiunea Poltava, Ucraina.

## Demografie
Componența lingvistică a localității Deacenkî
     Ucraineană (95,3%)
     Rusă (4,7%)
Conform recensământului din 2001, majoritatea populației localității Deacenkî era vorbitoare de ucraineană (95,3%), existând în minoritate și vorbitori de rusă (4,7%).